# الغزو النورماني لمالطا
كان الغزو النورماني لمالطا هجوما شُن على جزيرة مالطا، التي كانت مأهولة حينذاك بالغالبية المسلمة، من قِبل قوات مقاطعة صقلية النورمانية بقيادة روجر الأول عام 1091. حاصر الغزاة المستوطنة الرئيسية على الجزيرة، مِدينة، لكن السكان تمكنوا من المفاوضة على شروط السلام. حررَ المسلمون الأسرى المسيحيين، وقطعوا عهدًا بالولاء إلى روجر ودفعوا له ضريبة سنوية. سلب جيش روجر بعدها غودش وعاد إلى صقلية مع الأسرى المُحررين.
لم يحقق الهجوم أي تغيير سياسي مهم، لكنه عبّد الطريق لإعادة تنصير مالطا، الذي بدأ عام 1127. على مر القرون، حُمِّل غزو عام 1091 أفكارًا رومانسية، وذلك بأنه كان تحريرًا لمالطا المسيحية من الحكم الإسلامي، وظهرت بعض التقاليد والأساطير، كالادعاء المُستبعد بأن الكونت روجر أعطى الألوان الخاصة بشعار عائلته، الأحمر والأبيض، للمالطيين لتكون ألوانهم الوطنية.

## الاحتلال والتداعيات
غادر الأسطول النورماني بقيادة الكونت روجر الأول، كيب سكالامبري في صقلية في يونيو أو يوليو من عام 1091 ووصل إلى مالطا خلال يومين. أراد ابن روجر الأكبر، جوردان هوتفيل، قيادة البعثة ضد مالطا لكن روجر قرر الذهاب شخصيًا، ربما لأنه خشي من احتمال انشقاق ابنه إلى صفوف المسلمين. وصلت سفينة روجر أولًا، إذ أنها كانت أسرع من الأخريات، نزل في البداية مع ثلاثة عشر فارسًا. أظهر السكان بعض المقاومة ضد المحتلين، لكن قُتل بعضهم وفر آخرون. لحق الكونت روجر ببعض الفارين، وعاد إلى نقطة الإنزال لاحقًا في ذلك اليوم. وحينها، كان الجيش بأكمله قد خيّم على الساحل.
في فجر اليوم التالي، زحف روجر وجيشه إلى عاصمة الجزيرة، مِدينة، وحاصروها. أُفيد بأن حاكم المدينة وسكانها كانوا خائفين من الجيش الغازي، وطلبوا مقابلة الكونت لمناقشة شروط السلام. حرروا كل السجناء المسيحيين، وأعطوا الأحصنة والبغال وكل أسلحتهم ومبلغ من المال للنورمان. وقد وافقوا أيضًا على قسم عهد الولاء لروجر ودفع ضريبة سنوية.
أُفيد بأن الأسرى المسيحيين قد ابتهجوا بحريتهم، وحملوا صلبان خشبية أو من القصب، ورددوا صلاة  كرياليسون «يا رب ارحم» ورموا أنفسهم أمام قدمي روجر. صعد المسيحيون على متن سفن روجر، وذهبوا في النهاية إلى صقلية. على الطريق، غزا النورمان ونهبوا الجزيرة الشقيقة لمالطا، غودش. عقب الوصول إلى صقلية، عرض روجر بناء مستوطنة معروفة باسم «فيلافرانكا» (القرية الحرة) للأسرى المحررين، التي ستكون معفية من الضرائب. عُرض على الذين اختاروا العودة إلى أوطانهم مرور مجاني عبر مضيق مسينة.
في عام 1192، عيّن تانكريد ملك صقلية، مارغاريتوس من برينديسي ليكون أول كونت لمالطا، ربما لنجاحه غير المتوقع في أسر الإمبراطورة كونستانس المنافسة على العرش. في عام 1194 احتل هنري السادس، الإمبراطور الروماني المقدس زوج كونستانس، مملكة صقلية، وهكذا فُقدت كونتية مارغاريتوس.